# Acacia phaeocalyx
Acacia phaeocalyx é uma espécie de leguminosa do gênero Acacia, pertencente à família Fabaceae.